# Минами-Гётоку (станция)
Станция Минами-Гётоку (яп. 南行徳駅 минами гё:току эки) — железнодорожная станция на линии Тодзай расположенная в городе Итикава префектуры Тиба. Станция обозначена номером T-19. Была открыта 27-го марта 1981 года.

## Планировка станции
Две платформы бокового типа и два пути.
| 1 | ○ Линия Тодзай | Ниси-Фунабаси, Тоё-Кацудай                                        |
| 2 | ○ Линия Тодзай | Ураясу, Отэмати, Иидабаси, Такаданобаба, Накано, Линия Тюо Митака |

## Близлежащие станции
| «      |  | Линия        |  | »      |
| ------ |  | ------------ |  | ------ |
| Ураясу |  | Линия Тодзай |  | Гётоку |